# Вулиця Володимира Горовиця
Вулиця Володимира Горовиця - вулиця в Голосіївському районі міста Києва, масив Теремки. Пролягає від вулиці Архітектора Дяченка до Кільцевої дороги.
Прилучається вулиці Юрія Немирича та Олени Апанович.

## Історія
Виникла наприкінці 2010-х під проєктною назвою вулиця Проєктна 12968. Назва - на честь українського та американського піаніста Володимира Горовиця - з 2019 року.